# Natalia Kukulska
Natalia Kukulska est une chanteuse polonaise, née à Varsovie, en Pologne, le 3 mars 1976.

## Biographie
Natalia Maria Kukulska est née en mars 1976 à Varsovie. Son père Jarosław Kukulski (pl) est un compositeur célèbre en Pologne. Sa mère Anna Jantar était une des plus célèbres chanteuses polonaises des années 1970. Elle est décédée dans un tragique accident d'avion en mars 1980. 
Natalia a vécu une grande partie de son enfance aux États-Unis à Chicago.
Elle fait partie du jury de l'émission The Voice of Poland lors de la saison 7.